# Алавити
Алавитите (на арабски: علوية, ‘Alawīyyah; на арабски: نصيريون, Nuṣayrī) са религиозна общност, концентрирана в Сирия, която е клон на шиитския ислям.
Вземат името си от Али ибн Аби Талиб, братовчед и зет на пророка Мохамед, който е първият шиитски имам, и четвърти според сунитския ислям. Алавитите са близки до ислямското течение на алианите/алевитите, като термините имат общ корен.
Алавитите в Сирия се сдобиват с т. нар. Алавитска държава в регионите Латакия и Тартус по време на Френския мандат в периода 1920-1936 г. Алавитите образуват политическия елит на сирийската държава чрез бившия и настоящ президент Хафез ал-Асад и сина му Башар ал-Асад.
Светското ръководство на алавитските общности както в Турция, така и в Сирия през 20 век има тенденция да подкрепя секуларизацията на обществото и гражданското равенство, независимо от религиозната принадлежност.
В Сирия, която е под френския мандат на Обществото на нациите, през август 1920 г. е създадена „автономна територия на алавитите“ със столица Латакия, като на 12 юни 1922 г. е обявена за Алавитска държава. Тази държава има свое знаме, което е бяло с жълто слънце в средата и четири червени ъгъла. Населението на тази страна е 278 хил. души, от които 176 хиляди са алавити. През 1930 г. страната е преименувана на Санджак Латакия.
След общосирийското национално въстание Алавитската държава е анексирана към Сирия на 5 декември 1936 г., докато, въз основа на правната система на френския мандат в Ливан, водещите шейхове на алавитските племена приемат редица декларации за безусловно принадлежността на алавизма към шиитския ислям (първата такава декларация е направена през юли 1936 г.).
През 1970 г. алавитът Хафез ал-Асад извършва военен преврат и става президент на Сирия. Това предизвиква недоволство сред много мюсюлмани, християни и евреи, които посочват, че според конституцията само мюсюлманин може да бъде президент на Сирия.
През 1973 г. имамите на дванадесетте шиити приемат фатва, според която правните правила на отношенията между шиитите се прилагат и за алавитите, което означава официалното признаване на алавитите като мюсюлмани. Това увеличава недоволството на сунитите в Сирия, които съставляват мнозинството от населението. Под знамето на ислямската съпротива срещу светския алавитски режим в град Хама се провежда въоръжено въстание. То е придружено от кланета, по-специално на повечето кадети от артилерийското училище. Потушаването на въстанието от ръководството на алавитите довежда до смъртта на 7 – 35 хиляди души и до значителното разрушение на града. По непотвърдени данни правителствените сили са използвали химически оръжия срещу бунтовниците.
В настоящето има процес на постепенно сближаване между алавитите и 12-те шиити, които съставляват огромното мнозинство от шиитите в света. Този процес е иницииран от Хафез ал-Асад и продължава при неговия син Башар на фона на военно-политическото сближаване между алавитския режим в Сирия и шиитския режим в Иран. В алавитските села се строят джамии и се спазват Рамазан и други мюсюлмански ритуали.